# 追ってくる
『追ってくる』は、日本のホラー小説家朝松健による短編ホラー小説。クトゥルフ神話の1つ。
『小説コットン』1991年8月号に発表された作品を、文庫収録に際して大幅に書き直したものである。2000年にハルキ・ホラー文庫『魔障』に収録されて発表された。
昼寝の時に見た悪夢をもとに執筆された。

## あらすじ

### 無名の魔術書
ユダヤの魔術師パレスティナのハラハーは、8人の弟子たちに裏切られ、毒を盛られる。ハラハーは死ぬ前に、自分の命を「九大地獄の王子ヨス＝トラゴン」に捧げ、処刑室「PAChD」（恐怖を与えるもの）を創り上げて、9番目の弟子イサクに召喚術を伝える。イサクはPAChDを用いて、8人の兄弟子たちを「枯骨の歌」のもとに殺した。
120年後、テーベの霊廟からPAChDの記録が発見される。ローマの魔術師ガイウス・トラキアヌスはPAChDを用いて、己を裏切ったローマ軍百人隊長マシウス・ペステシスを「バッカス頌歌」のもとに殺した。80年後、ペルシャの魔術師イブン・バシャーは――。中世のパラケルススもまたPAChDの来歴を書き記している。PAChDはどこまでも追って来る。Ct（判読不明）……に祈っても、Yo（判読不明）……の名を唱えても逃れることはできない。さて、もしも誤ってPAChDに追跡されるようなことになった場合、名を呼ばれたら絶対に返事をしないことである。返事さえしなければ、処刑室の扉は開かない。
かくして2000年にわたり、一部の秘儀参入者たちがPAChDを語り継いできた。そしてこの記述は、複数の魔道書を寄せ集めて一つにしたものとして、西暦1900年前後のフランスにてラテン語で記述されて出版される。

### 本編
大学で仏文学者をしている有村勇次は、親友の平瀬が妻の泰子と姦淫していることを知る。有村は怒り狂い、復讐を決意する。そして絶対に証拠の残らない方法として、魔術しかないと結論する。しかし探してみると、集まった書物はゴミばかり。諦めかけたとき、一冊の革装本がパリの古本屋から届き、有森は「追ってくる処刑室」PAChDの知識を得る。
ダミアのシャンソン『昏い日曜日』をBGMに、有村は平瀬を拷問のフルコースに陥れる。翌日、平瀬の惨殺死体が路上で発見される。その死体は「生首の下に完全な白骨の胴体が繋がっている」というものであった。警察は捜査を始めるも、犯人の条件は「大量の拷問具を備え、近所に悲鳴を聞かれないための防音装置のついた、広い部屋」を所有する人物と判断され、該当者は一人としていない。
平瀬の葬儀を終えたある日、通勤列車に揺られている有村の耳に、突然『昏い日曜日』が聞こえてくる。有村は誰かにPAChDの魔術をかけられたのではないかと疑うも、同じ本を持っている者が日本にいるはずがないと、親友を殺したことによる幻聴と結論付ける。だが、職場に行っても、音楽の幻聴と拷問室の幻影が有森を追って来る。有村は他人に名を呼ばれてもうっかり返事をするわけにはいかず、神経過敏に陥り疲弊する。夜になり、有村は橋本教授に連れられて銀座のクラブ街に呑みに出かけるも、出現したPAChDを目にして半狂乱になり逃げる。
そして有村は、泰子が有村の翻訳文を読んで、有村に魔術をかけたことを理解する。定期入れを落とした有村勇次は、駅員に名を呼ばれて返答してしまう。処刑室の扉が開き、有村は引きずり込まれる。

## 主な登場人物
- 有村勇次 - 主人公。フランス文学者。城南大学の助教授。30歳。埼玉（ほぼ群馬寄り）在住で神奈川勤務。
- 泰子 - 勇次の妻。
- 平瀬潤一郎 - 大手企業の営業マン。美形。30歳。
- 橋本 - 城南大学の教授。陽気な男。
- パレスティナのハラハー - ユダヤの魔術師。復讐のためにPAChDを創った。
- PAChD - ガラス張りの拷問部屋。ヘブライ語の「פאחד」[注 2]＝「恐怖を与えるもの」という意味。別名を「進みゆく処刑室」といい、「進みゆく」には「進化する」「追ってくる」という2重の意味がある。特定の音楽を、処刑室のBGMに設定することができる。緑の証明に照らされ、あらゆる拷問具を備え、最後の犠牲者の顔を象った人形が置かれている。
- ヨス＝トラゴン - 「九大地獄の王子」と呼ばれる謎の存在。

## 収録
- ハルキ・ホラー文庫『魔障』「追ってくる」

## 関連作品
- 暗い日曜日 - ダミアのシャンソン。自殺ソングのいわくがついている。